# Liste der Monuments historiques in Loisy (Meurthe-et-Moselle)
Die Liste der Monuments historiques in Loisy führt die Monuments historiques in der französischen Gemeinde Loisy auf.

## Liste der Objekte
| Bezeichnung | Beschreibung                                       | Standort                       | Kennzeichnung | Schutzstatus | Datum | Bild |
| ----------- | -------------------------------------------------- | ------------------------------ | ------------- | ------------ | ----- | ---- |
| Pietà       | Stein, farbig gefasst, Anfang des 16. Jahrhunderts | in der Kirche St-Pierre (Lage) | PM54000371    | Classé       | 1965  |      |